# Śraddha
Śraddha (sanskr. श्राद्ध, trl. śrāddha, związany z wiarą, wiernością, czcią) – rytuał ofiarowania pożywienia zmarłym przodkom w hinduizmie.
Adresatami ofiary śraddhy są ci z męskich przodków pana  domu (gryhasty), którzy poprzez odprawiony w rok po śmierci rytuał sapindakarany, uzyskali status "ojca" (pitry) i zamieszkują już w sferze pitryloki.
Pożywieniem ofiarownym przodkom bywa najczęściej ugotowany ryż z dodatkami w formie gomółki (pinda).
Ofiary takie pan domu powinien składać mitycznym przodkom i ostatnim pokoleniom przodków przed posiłkiem.
Najpomyślniejszym okresem dla odprawienia  śraddhy jest miesiąc aświna. Przerwanie składania ofiary śraddhy powodować ma niepomyślne następstwa, włącznie z przemianą przodka z formy pitry w istotę ducha typu preta.